# Quan'an Wang
Quan'an Wang (Yan'an, 1965) è un regista e sceneggiatore cinese.
Ha vinto l'Orso d'oro al Festival internazionale del cinema di Berlino nel 2007 con Il matrimonio di Tuya (Tuya de hun shi).

## Filmografia

### Regista e sceneggiatore
- Lunar Eclipse (Yue shi) (1999)
- Jing zh (2004)
- Il matrimonio di Tuya (Tuya de hun shi) (2006)
- Weaving Girl (Fang zhi gu niang) (2009)
- Apart Together (Tuan yuan) (2010)
- White Deer Plain (Bai lu yuan) (2011)
- Öndög (2019)